# Leucoloma grandidieri
Leucoloma grandidieri är en bladmossart som beskrevs av Ferdinand François Gabriel Renauld och Jules Cardot 1892. Leucoloma grandidieri ingår i släktet Leucoloma och familjen Dicranaceae. Inga underarter finns listade i Catalogue of Life.